# Анастас Милев
Анастас (Атанас) Милев Дуневски, наречен Чифлигара или Чифлигаро, е български революционер, малешевски войвода на Върховния македоно-одрински комитет.

## Биография
Анастас Милев е роден в 1873 година в малешевското село Чифлик, от което носи и прякора си. По занаят е кираджия. Отдава се на революционна дейност и от 1897 до 1901 година е задграничен куриер. В 1901 става четник в четата на Дончо Златков, а на следната година влиза в четата на Иван Пашалията. Участва в Горноджумайското въстание. От пролетта на 1903 година е малешевски войвода на ВМОК.
Анастас Милев загива на 24 септември 1905 година заедно с малешевския войвода на Вътрешната организация Христо Димитров – Кутруля в местността Тънката ридана край село Митрашинци.